# Jan Karol Chodkiewicz

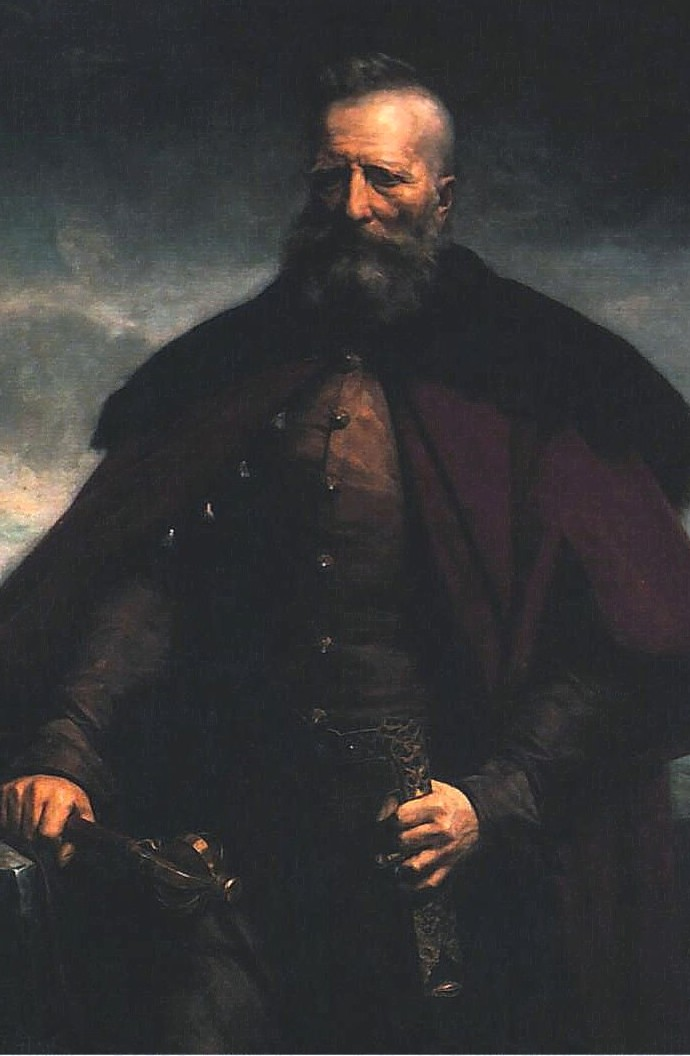

Jan Karol Chodkiewicz: (1560. k. talán Stary Bichów – 1621. október 9. Chocim mellett) Neves lengyel hadvezér, litván nagyhetman, a svédek és az oszmán-törökök felett aratott győzelmek érdemese.

## Élete

### Katonai pályájának kezdete
Chodkiewicz családja ukrán eredetű, régi katonai múltra tekint vissza, amelyek a Lengyel Királyság sok háborújában kiválóan teljesítettek. Ifjúkorában a wilnói egyetemen tanult. Nagyon művelt volt és tehetséges katona. Jan Zamoyski alatt szolgálva a litvániai hadaknál 1600-ban már harcolt a törökök ellen, s Havaselvén Vitéz Mihály vajdát is legyőzte, aki megtámadta a lengyel szövetséges moldvai vajdát.
1601-ben küzdött a Litvániába betörő svédek ellen, akiket sikerült visszaszorítani Livóniába. Egy évvel ezután Zamoyski visszavonult és litván hetmani címet is ő kapta meg.
Az általa vezetett lengyel hadsereg – amelyet a litvániai hadak egészítettek ki – létszámban és fölszerelésben jóval elmaradt az ütőképesebb és túlerőben levő svéd seregeknél, sőt a Lengyelországból várt utánpótlás is késett.

## Győzelmes hadjáratok
A nehézségek ellenére Chodkiewicz néhány ezer fős seregével Európa szerte ismertté vált győzelmeket aratott az ötszörös túlerőben levő Södermanland hercege (későbbi IX. Károly) felett és Rigát is visszafoglalta tőle (1603).
Weissensteinnél legyőzte a svéd seregeket, majd bevette Tartut (Dorpat).
1605-ben óriási méretű svéd támadás indult Livónia ellen, amely már Litvániát fenyegette.
Chodkiewicz a kircholmi ütközetben a lengyel huszárság élén megrohamozta a túlerőben levő svéd állásokat. Elszántan küzdő katonáival elsöpörte Södermanland hercegét, aki serege felét elvesztette, s alig bírt elmenekülni. A hetman pedig az újból elvett Rigát is visszafoglalta.
1606-ban felkelés tört ki Mikołaj Zebrzydowski részéről, akit Chodkiewicz Guzównál győzött le (1607).
1609-ben a svédek ostrom alá vették Rigát, de Chodkiewicz elüldözte őket, s a várat és a várost felmentette.
Az 1609-18-as orosz-lengyel háború alatt a lengyel-litván hadsereggel benyomult Oroszországba, de nem sikerült Moszkvát elérnie, s seregében lázadás tört ki. 
Szmolenszkbe visszavonulva Ulászló herceg haderejével hozzácsatlakozott (1617), bevette Dorogobuzs orosz várát, de Moszkvát megint nem érte el, s gyeulinói békével véget ért az Oroszország és Lengyelország–Litvánia közt kilenc éve zajló háború.

### A chocimi diadal

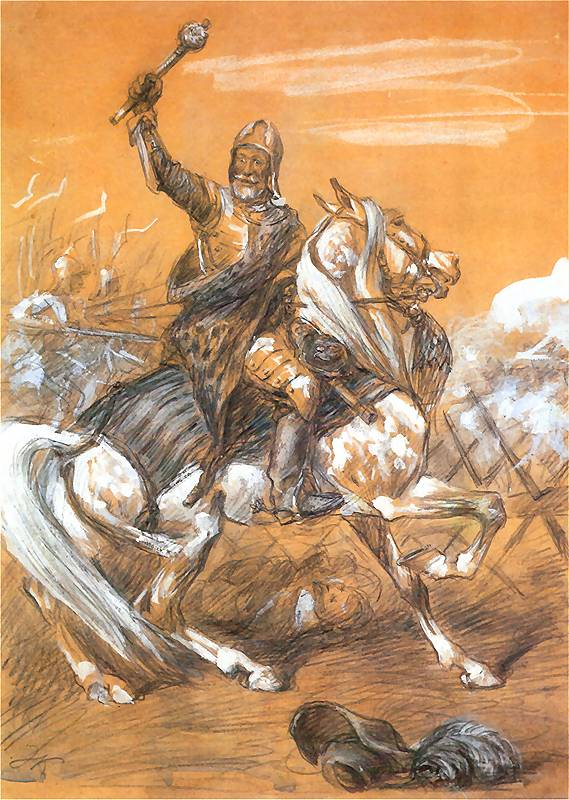
Chodkiewitz hetman a chocimi csatában

1620-ban kitört a moldvai lengyel–török háború. A lengyelek súlyos vereséget szenvedtek Szeret vidékén (1620), emiatt hatalmas létszámú török hadjárat fenyegette Lengyelországot. Chodkiewicz vezette lengyel–litván egyesült seregek, a Petro Szahajdacsnij vezette kozák-ukrán csapatokkal még az ellenség területén, a besszarábiai Chocim vára alatt legyőzték II. Oszmán szultán hadát, amely több mint kétszeres túlerőben volt. A győzelem után Chodkiewicz meghalt.
Bizonyos, hogy Chodkiewicz az akkori európai történelem legkiválóbb seregvezére volt, igazolva, hogy nem függhet okvetlenül a hadak győzelme a felszereltségtől, a létszámtól, vagy a képzettségtől.

## Fordítás
Ez a szócikk részben vagy egészben  a   Jan Karol Chodkiewicz című angol Wikipédia-szócikk fordításán alapul.  Az eredeti cikk szerkesztőit annak laptörténete sorolja fel. Ez a jelzés csupán a megfogalmazás eredetét és a szerzői jogokat jelzi, nem szolgál a cikkben szereplő információk forrásmegjelöléseként.